# Westside Connection
Westside Connection je američka hip hop grupa koju su 1994. godine osnovali Ice Cube, WC i Mack 10. Prvi studijski album Bow Down su objavili 1996. godine, te je album proizveo dva singla "Bow Down" i "Gangstas Make the World Go Round". Godine 2003. su objavili drugi studijski album Terrorist Threats koji je proizveo samo jedan singl "Gangsta Nation". Dvije godine kasnije Mack 10 je napustio grupu zbog svađe s Ice Cubeom.

## Životopis
Grupu Westside Connection su osnovali Ice Cube, WC i Mack 10, te su 1994. godine započeli s karijerom. Prva pjesma im je bila "Westside Slaughterhouse" s Mack 10-ovog debitantskog albuma Mack 10. Nekoliko mjeseci kasnije opet su se udružili na pjesmi "West Up!" s WC-ovog albuma Curb Servin'. Grupa je svoj debitantski album Bow Down objavila 22. listopada 1996. godine. Album je prodan u 1.7 milijuna primjeraka, te ima dva singla "Bow Down" i "Gangstas Make the World Go Round".
Nekoliko godina grupa je napravila stanku, te su članovi radili na samostalnim projektima. Tijekom tih godina objavili su nekoliko pjesama koje su uvrštene u kompilacije i filmove, a to su "Bangin'" s kompilacije West Coast Bad Boyz II, "Let It Reign" sa soundtracka Thicker than Water, te "It's The Holidaze" sa soundtracka Petak nakon petka.
Grupa svoj drugi studijski album Terrorist Threats objavljuje 9. prosinca 2003. godine zajedno sa singlom "Gangsta Nation" na kojem gostuje Nate Dogg. Album je prodan u 679.000 primjeraka, a singl je zaradio zlatnu certifikaciju. Godine 2005., Mack 10 je napustio grupu zbog svađe s Ice Cubeom. Godine 2007. objavljena je kompilacija hitova The Best Of: The Gangsta/The Killa/The Dope Dealer.

## Članovi
Bivši članovi
- Ice Cube (1994. – 2005.)
- WC (1994. – 2005.)

- Mack 10 (1994. – 2005.)

## Diskografija

### Studijski albumi
- Bow Down (1996.)
- Terrorist Threats (2003.)

### Kompilacije
- The Best Of: The Gangsta/The Killa/The Dope Dealer (2007.)

### Live albumi
- Gangsta Nation Live (2005.)

## Vanjske poveznice
- Westside Connection na Allmusic
- Westside Connection na Discogs
- Westside Connection na Billboardu
- Westside Connection  Arhivirana inačica izvorne stranice od 14. lipnja 2012. (Wayback Machine) na MTV
- Westside Connection na Yahoo! Musicu
- Westside Connection na Internet Movie Databaseu